# حرائق غابات إسرائيل 2016
حريق غابات إسرائيل 2016 هو مجموعة من أكثر من 200 حريق اندلعت في أماكن متفرقة في إسرائيل أبرزها التي اندلعت في حيفا، زخرون يعكوف، جبال القدس، مستوطنة حلميش في الضفة الغربية وغيرها.
بدأت موجة الحرائق يوم 22 نوفمبر 2016. وبسبب هذه الحرائق أجلت السلطات الإسرائيلية عشرات الآلاف من منازلهم (نحو 60 ألف مواطن من حيفا)، وأغلقت طرقا سريعة.
وتشتبه الشرطة في أن تكون الحرائق متعمدة في بعض الحالات، فقد صرح رئيس الوزراء، بنيامين نتنياهو، إن مثل هذه الأعمال قد تصل إلى حد العمل «الإرهابي» - على حد تعبيره، فيما وجه وزراء وسياسيون أصابع الإتهام للأقلية العربية والمواطنين الفلسطينيين، خاصة مع كثرة المناطق التي اندلعت فيها النيران.
حالة طقس الجافة بسبب الرياح الشرقية التي شهدها ذلك الأسبوع في إسرائيل ساهمت بانتشار الحرائق وتوسع رقعتها بشكل كبير، ولم تسمح لرجال الإطفاء بالسيطرة على ألسنة اللهب، فقد بلغت سرعة الرياح في مدينة حيفا على سبيل المثال 93 كيلومترًا في الساعة .

## الظروف المناخية
خريف 2016 في إسرائيل، امتاز بجفاف ملموس وشح في هطول الأمطار، وفي الثلث الثالث منه بدأت حالة الطقس لتكون متطرفة للغاية: رياح شرقية قوية، إلى جانب الجفاف، سهّلت اندلاع النيران الأولية، وساهمت في انتشارها بسرعة بعد ذلك، حيث استمرت هذه الحالة لعدة أيام، وكانت تتزايد يومًا بعد آخر، إلى جانب درجة الحرارة التي كانت أقل من معدلها السنوي في هذه الأيام
وقد أرسلت كلا من روسيا وقبرص وتركيا وإيطاليا واليونان طائرات ومعدات للمساعدة في إخماد النيران.